# Сжатие с потерями
Сжатие данных с потерями (англ. lossy data compression) — метод сжатия (компрессии) данных, при использовании которого распакованные данные отличаются от исходных, но степень отличия не существенна с точки зрения их дальнейшего использования. Этот тип компрессии часто применяется для сжатия аудио- и видеоданных, статических изображений, в Интернете (особенно в потоковой передаче данных) и цифровой телефонии. Альтернативой является сжатие без потерь.

## Типы сжатия с потерями
Существуют две основных схемы сжатия с потерями:
- В трансформирующих кодеках фреймы изображений или звука обычно трансформируются в новое базисное пространство и производится квантование. Трансформация может осуществляться либо для всего фрейма целиком (как, например, в схемах на основе wavelet-преобразования), либо поблочно (характерный пример — JPEG). Результат затем сжимается энтропийными методами.
- В предсказывающих кодеках предыдущие и/или последующие отсчеты данных используются для того, чтобы предсказать текущий отсчет изображения или звука. Ошибка между предсказанными данными и реальными вместе с добавочной информацией, необходимой для производства предсказания, затем квантуется и кодируется.

В некоторых системах эти две техники комбинируются путём использования трансформирующих кодеков для сжатия ошибочных сигналов, сгенерированных на стадии предсказания.

## Сжатие с потерями против сжатия без потерь
Преимущество методов сжатия с потерями над методами сжатия без потерь состоит в том, что первые делают возможной большую степень сжатия, продолжая удовлетворять поставленным требованиям, а именно — искажения должны быть в допустимых пределах чувствительности человеческих органов, физических чувств.
Методы сжатия с потерями часто используются для сжатия аналоговых данных — чаще всего звука или изображений.
В таких случаях распакованный файл может очень сильно отличаться от оригинала на уровне сравнения «бит в бит», но практически неотличим для человека «на слух» и «на глаз» в большинстве применений.
Много методов фокусируются на физических особенностях органов чувств человека. Психоакустическая модель определяет то, как сильно звук может быть сжат без ухудшения воспринимаемого человеком качества звука. Недостатки, причинённые сжатием с потерями, которые заметны для человеческого уха или глаза, известны как артефакты сжатия.
Фотографии, записанные в формате JPEG, могут быть приняты судом в качестве доказательств несмотря на то, что изображение сжато с потерями.

### Недостатки
При использовании сжатия с потерями необходимо учитывать, что повторное сжатие обычно приводит к деградации качества. Однако, если повторное сжатие выполняется без каких-либо изменений сжимаемых данных, качество не меняется. Так например, сжатие изображения методом JPEG, восстановление его и повторное сжатие с теми же самыми параметрами не приведёт к снижению качества. То же справедливо и для метода JPEG-LS в режиме сжатия с ограниченными потерями. Но в общем случае, когда декодированные данные подвергаются редактированию, несжатый оригинал целесообразно сохранять (или сжимать без потери данных).

## Методы сжатия данных с потерями (примеры)

### Компрессия изображений
- Снижение глубины цвета
- Метод главных компонент
- Фрактальное сжатие
- Сжатие на основе предсказателей
  - JPEG-LS
  - ДИКМ
  - Иерархическая сеточная интерполяция[1]
  - CALIC[2]
- JPEG
- Вэйвлетная компрессия
  - JPEG 2000
  - DjVu
- Дифференциальное сжатие[3][значимость факта?]

### Компрессия видео
- Motion JPEG
- Flash (поддерживает Motion JPEG)
- H.261
- H.263
- H.264
- H.265
- MNG (поддерживает Motion JPEG)
- MPEG-1 Part 2
- MPEG-2 Part 2
- MPEG-4 Part 2
- Ogg Theora (отличается отсутствием патентных ограничений)
- Sorenson video codec[англ.]
- VC-1 — открытая спецификация для формата WMV (Microsoft)

### Компрессия звука

#### Музыка
- MP3 — Определён спецификацией MPEG-1
- Ogg Vorbis (отличается отсутствием патентных ограничений и более высоким качеством)
- AAC, AAC+ — существует в нескольких вариантах, определённых спецификациями MPEG-2 и MPEG-4, используется, например, в Apple
- eAAC+ — формат, предлагаемый Sony, как альтернатива AAC и AAC+
- Opus
- Musepack
- WMA — собственность Microsoft
- ADPCM
- ATRAC
- Dolby AC-3
- DTS
- MPEG-1 Audio Layer II
- VQF

#### Речь
- CELP
- G.711
- G.726
- HILN[англ.]
- Speex (отличается отсутствием патентных ограничений)
- iLBC (Кодек со свободными условиями лицензирования)